# Lena Headey
Lena Headey [ˈlɛnə ˈhɛdi] est une actrice britannico-américaine, née le 3 octobre 1973 à Hamilton (Bermudes).
Elle se fait connaître dans la série de science-fiction Terminator : Les Chroniques de Sarah Connor (2008-2009), mais elle accède à la notoriété internationale grâce au rôle de Cersei Lannister dans les huit saisons du feuilleton d'héroic fantasy Game of Thrones (2011-2019).

## Biographie

### Jeunesse et formation
Née aux Bermudes, où son père était chargé de la formation des policiers, elle déménage dès l'âge de cinq ans à Huddersfield dans le Yorkshire, au Royaume-Uni, où elle demeure jusqu'à ses dix-sept ans. Lena Headey est diplômée de l'English Rose School of Acting.

### Débuts de carrière et rôles secondaires
En 1992, elle est remarquée pour la première fois dans le film Waterland de Stephen Gyllenhaal, où elle interprète l'épouse de Jeremy Irons.
En 1993, elle joue un second rôle dans Les Vestiges du jour de James Ivory. L'année suivante, elle est dans Le Livre de la jungle de Stephen Sommers. Dans ce remake en prise de vue réelle du film d'animation Le Livre de la jungle (1967), elle fait la rencontre de Jason Flemyng, son premier compagnon.
En 1997, elle poursuit avec des rôles secondaires dans le thriller Face et la romance Mrs Dalloway.
En 1998, elle obtient le rôle de la Reine Guenièvre dans la mini-série Merlin. Cette production raconte la légende du roi Arthur du point de vue de l'enchanteur Merlin, de sa naissance à la chute de Camelot. L'année suivante, elle joue dans le drame romantique Onegin où elle incarne la sœur de Liv Tyler. Il s'agit d'une adaptation du roman en vers d'Eugène Onéguine d'Alexandre Pouchkine.
En 2000, elle rejoint la distribution du thriller Fausses Rumeurs (Gossip) aux côtés de Joshua Jackson, James Marsden et Kate Hudson et elle partage la vedette du drame indépendant Aberdeen avec Stellan Skarsgård. Le premier est un flop critique et financier; lorsque le second est largement plébiscité et lui vaut ses premières citations lors de cérémonies de remises de prix.
Cette exposition lui permet d'enchaîner les projets, à raison d'une moyenne de deux films par an.
En 2002, elle joue dans Possession et elle est le premier rôle féminin de Ripley's Game porté par la performance de John Malkovich. L'année suivante, elle participe à la comédie noire The Actors.
2005 est une année décevante pour l'actrice. Elle est à l'affiche du film Les Frères Grimm de Terry Gilliam puis elle donne la réplique à son amie Piper Perabo dans le film d'horreur La Crypte et dans la comédie romantique Imagine Me and You. En dépit d'une présentation pour le Lion d'or à la Mostra de Venise en 2005, l'accueil des Frères Grimm est très mitigé,; quant à La Crypte, elle est très mal reçue et rentabilise tout juste son budget de production. Enfin, Imagine Me and You passe globalement inaperçu,.

### Passage au premier plan et révélation

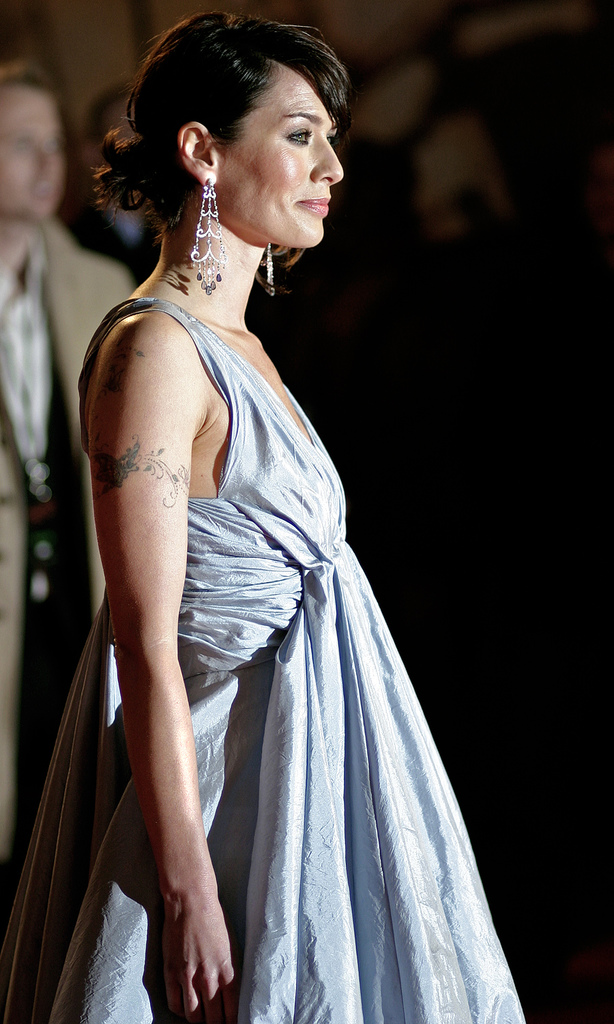
Lors de l'avant-première londonienne du film 300, en 2007.

En 2007, elle incarne la reine Gorgô dans le film 300 de Zack Snyder. Dans ce péplum qui a rencontré un large succès au box-office, elle joue l'un des premiers rôles aux côtés de Gerard Butler. Le film est tiré du roman graphique 300 de Frank Miller et Lynn Varley, il délivre une vision fantastique de la bataille des Thermopyles en -480 et a été tourné en grande partie à l'aide de la technique d'incrustation.
L'année suivante, elle perce surtout à la télévision lorsqu'elle interprète pendant deux saisons, le rôle de Sarah Connor dans une série produite par la FOX intitulée Terminator : Les Chroniques de Sarah Connor. C'est ainsi que grâce à ses deux succès successifs, elle se retrouve en lice pour deux prix lors de la 34e cérémonie des Saturn Awards, celui de la meilleure actrice dans un rôle secondaire grâce à 300 et celui de la meilleure actrice de télévision grâce à Terminator, une série abandonnée à cause d'une forte érosion des audiences. 
L'actrice poursuit alors au cinéma sans parvenir à réellement s'imposer. En 2008, elle est la star du thriller horrifique The Broken de Sean Ellis, elle est aussi le premier rôle féminin de Baron Rouge, un film de guerre avec Matthias Schweighöfer et Til Schweiger et elle joue un rôle secondaire dans la satire Whore.
En 2009, elle participe au slasher Laid to Rest avec Kevin Gage et Bobbi Sue Luther nommé au Saturn Award de la meilleure édition DVD et elle joue dans le film qui mélange science-fiction et horreur, Transplantation donnant la réplique à Josh Lucas.

### Consécration télévisuelle

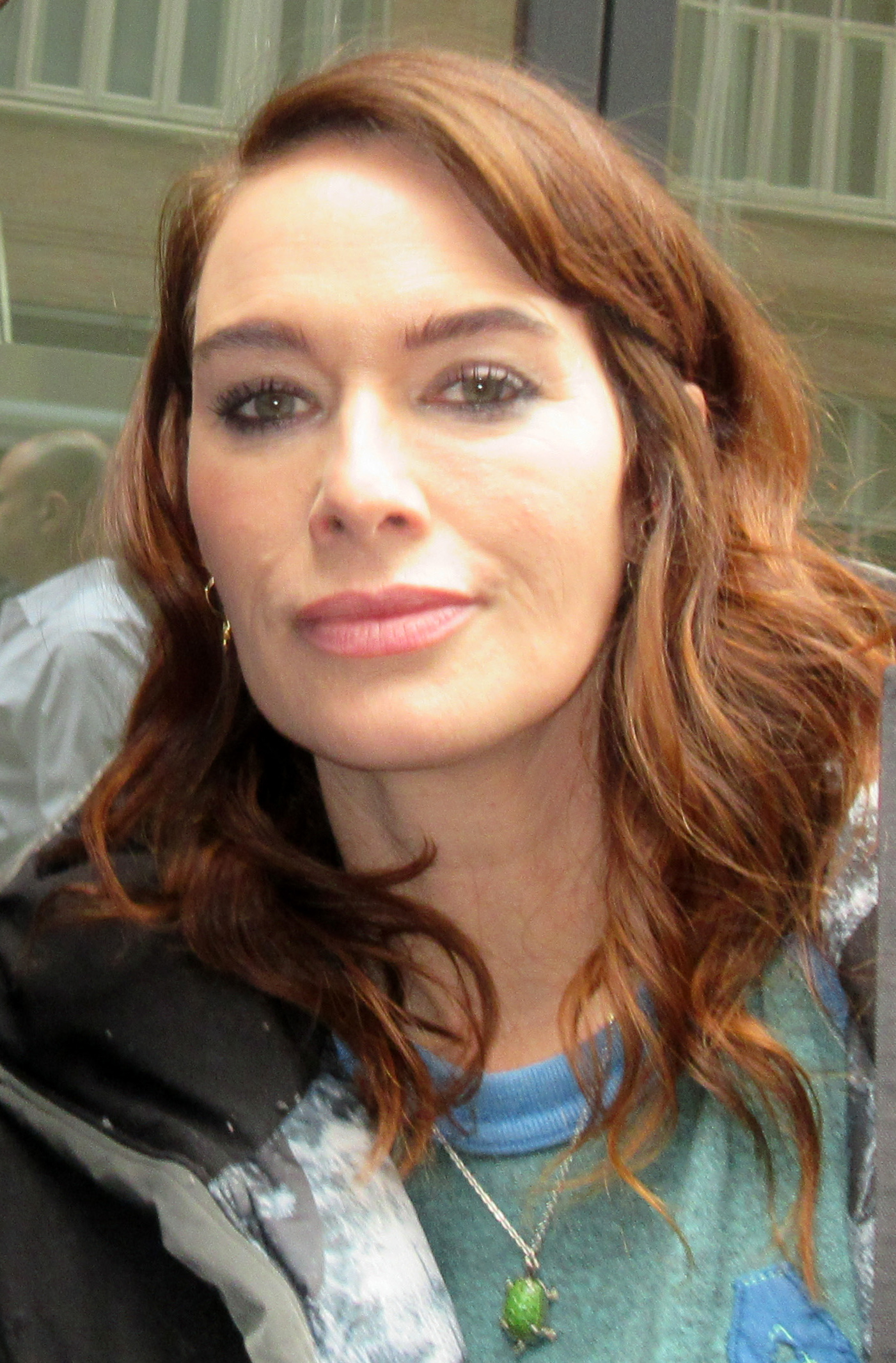
En février 2019, à New York.

En 2011, c'est la consécration. Elle joue Cersei Lannister dans le feuilleton télévisé Game of Thrones diffusé sur la chaîne HBO. Celui-ci devient un véritable phénomène. Il acquiert une fanbase internationale exceptionnellement vaste et active. Certains – critiques comme spectateurs – sont choqués ou désapprouvent les nombreuses scènes de violence et de sexe qu'il contient,.
Son incarnation d'une héroïne manipulatrice et cruelle lui permet d'accéder à une importante notoriété auprès du grand public. L'actrice concourt à quatre reprises au Primetime Emmy Award de la meilleure actrice dans un second rôle dans une série télévisée dramatique (2014-2015-2016-2018) ainsi qu'à plusieurs Saturn Awards et pour un Golden Globe de la meilleure actrice dans un second rôle dans une série, une mini-série ou un téléfilm. Les Emmy Awards ou « Emmys » sont considérés comme les équivalents télévisuels des Oscars pour le cinéma.
Parallèlement, elle est la voix du personnage Callista Curnow dans le jeu vidéo Dishonored[source secondaire souhaitée], sorti en 2012, mais le succès de GOT lui permet surtout de faire son retour au cinéma dans des projets d'envergure.
Elle est à l'affiche du film de science-fiction Dredd aux côtés de Karl Urban et Olivia Thirlby. Elle joue ensuite dans le très lucratif American Nightmare dans lequel elle partage la vedette avec Ethan Hawke mais aussi dans le film pour adolescents The Mortal Instruments : La Cité des ténèbres ainsi que le film Les Aventures extraordinaires d'un apprenti détective.
En 2014, elle retrouve le personnage de la Reine Gorgô dans 300 : La Naissance d'un empire et elle joue dans le drame musical Low Down aux côtés de John Hawkes, Elle Fanning et Glenn Close.
Désormais prise par les tournages de GOT, elle tourne un film par an. L'année suivante est seulement marquée par la sortie du thriller Sex Addiction dans lequel elle partage la vedette avec Patrick Wilson. Puis, en 2016, elle joue un second rôle dans la comédie fantastique Orgueil et Préjugés et Zombies.
En 2019, après une participation en tant que guest-star à la série britannique Sally4Ever et un rôle dans la comédie Une famille sur le ring saluée par les critiques, la série Game of Thrones s'arrête à l'issue de la saison 8. Lena Headey décroche alors sa cinquième nomination au Primetime Emmy Award de la meilleure actrice secondaire dans une série télévisée dramatique.

### Vie privée
Elle a été la compagne de Jason Flemyng pendant une dizaine d'années. Ils se sont rencontrés sur le tournage du Livre de la jungle (1994).
Durant la décennie suivante, elle est en couple avec l'acteur Jerome Flynn qui jouait aussi dans Game of Thrones. Les deux acteurs avaient même signé un contrat pour ne pas se croiser sur les plateaux de tournage, de ce fait il n'y a quasi-aucune scène entre eux.
De 2007 à 2013, elle est mariée au musicien Peter Loughran, qu'elle a commencé à fréquenter en 2005. Ils ont un fils ensemble, Wylie, né en mars 2010. L'actrice a déclaré avoir souffert de dépression post-partum.
Le 10 juillet 2015, elle donne naissance à son deuxième enfant, une fille, Teddy, dont le père est Dan Cadan.
Elle est proche des acteurs Piper Perabo, Michelle Fairley, Pedro Pascal et Peter Dinklage, ces trois derniers jouant aussi dans Game of Thrones. C'est d'ailleurs Peter Dinklage qui a suggéré son nom aux producteurs de la série pour le rôle de Cersei,.
Le 6 octobre 2022, elle se marie avec l'acteur américain Marc Menchaca lors d'une cérémonie privée en Italie.

## Filmographie

### Cinéma

#### Longs métrages
- 1992 : Waterland de Stephen Gyllenhaal : Mary jeune
- 1993 : Les Vestiges du jour (The Remains of the Day) de James Ivory : Lizzie
- 1993 : Century de Stephen Poliakoff : Miriam
- 1994 : Le Livre de la jungle (The Jungle Book) de Stephen Sommers : Katherine 'Kitty' Brydon
- 1995 : The Grotesque de John-Paul Davidson : Cleo Coal
- 1997 : Face de Antonia Bird : Connie
- 1997 : Mrs. Dalloway de Marleen Gorris de Marleen Gorris : Sally jeune
- 1998 : If Only... (The Man with Rain in His Shoes) de Maria Ripoll : Sylvia Weld
- 1999 : Onegin de Martha Fiennes : Olga Larina
- 2000 : Ropewalk de Matt Brown : Allison
- 2000 : Fausses Rumeurs (Gossip) de Davis Guggenheim : Cathy Jones
- 2000 : Aberdeen de Hans Petter Moland : Kairo 'Kaisa' Heller
- 2001 : The Parole Officer de John Duigan : Emma
- 2002 : Anazapta de Alberto Sciamma : Matilda (vidéofilm)
- 2002 : Possession de Neil LaBute : Blanche Glover
- 2002 : Ripley s'amuse (Ripley's Game) de Liliana Cavani : Sarah Trevanny
- 2003 : Les Acteurs de Conor McPherson : Dolores
- 2005 : Les Frères Grimm (The Brothers Grimm) de Terry Gilliam : Angelika
- 2005 : La Crypte de Bruce Hunt : Kathryn
- 2005 : Imagine Me and You de Ol Parker : Luce
- 2006 : 300 de Zack Snyder : Reine Gorgô
- 2007 : The Contractor de Josef Rusnak : l'inspecteur Annette Ballard (vidéofilm)
- 2007 : St. Trinian's de Oliver Parker et Barnaby Thompson : la professeur d'anglais
- 2008 : The Broken de Sean Ellis : Gina
- 2008 : Baron Rouge de Nikolai Müllerschön : Käte Otersdorf
- 2008 : Whore de Thomas Dekker : Maman
- 2009 : Laid to Rest de Robert Green Hall (en) : Cindy Smith
- 2009 : Tell-Tale de Michael Cuesta : Elizabeth Clemson
- 2010 : Pete Smalls Is Dead de Alexandre Rockwell : Shannah
- 2012 : Dredd de Pete Travis : Madeline "Ma-Ma" Madrigal
- 2013 : American Nightmare (The Purge) de James DeMonaco : Mary Sandin
- 2013 : The Mortal Instruments : La Cité des ténèbres de Harald Zwart : Jocelyn Fray / Fairchild
- 2013 : Les Aventures extraordinaires d'un apprenti détective de Jonathan Newman : Monica
- 2014 : Low Down de Jeff Preiss : Sheila Albany
- 2014 : 300 : La Naissance d'un empire de Noam Murro : Reine Gorgô
- 2015 : Sex Addiction (Zipper) de Mora Stephens : Jeannie Ellis
- 2016 : Orgueil et Préjugés et Zombies de Burr Steers : Lady Catherine de Bourgh
- 2017 : Thumper (en) de Jordan Ross : Ellen
- 2018 : Walk Like a Panther de Dan Cadan : Janet Winters (non créditée)
- 2019 : Une famille sur le ring (Fighting with My Family) de Stephen Merchant : Julia "Sweet Saraya" Knight
- 2019 : The Flood de Anthony Woodley : Wendy (également productrice exécutive)
- 2021 : Bloody Milkshake (Gunpowder Milkshake) de Navot Papushado (en) : Scarlet
- 2021 : Twist de Martin Owen : Sikes
- 2025 : Normal de Ben Wheatley : Moira

#### Courts métrages
- 1997 : Van Gogh's Ear de Iain B. MacDonald
- 1999 : Inside-Out de Charles Guard et Thomas Guard : Window-dresser
- 2003 : No Verbal Response de Helena Smith : Dr. Megan Pillay
- 2005 : Round About Five de Charles Guard et Thomas Guard : La petite amie
- 2006 : Vacancy de Yunsun Chae : Pam Bishop
- 2009 : The Devil's Wedding de Dan Cadan : La mariée (également productrice exécutive)
- 2018 : Leading Lady Parts de Jessica Swale (en) : Elle-même

#### Film d'animation
- 2016 : Kingsglaive: Final Fantasy XV de Takeshi Nozue : Lunafreya Nox Fleuret (version anglophone)

### Télévision

#### Téléfilms
- 1992 : Injustes Noces (Clothes in the Wardrobe) de Waris Hussein : Margaret
- 1994 : Fair Game de Alan Dossor : Ellie
- 1994 : MacGyver: Trail to Doomsday de Charles Correll : Elise Moran
- 1995 : Loved Up de Peter Cattaneo : Sarah
- 1995 : L'Avocat du diable (Devil's Advocate) de Adrian Shergold : Clare Rigby
- 1998 : Merlin de Steve Barron : Reine Guenièvre
- 2002 : Churchill, pour l'amour d'un empire (The Gathering Storm) de Richard Loncraine : Ava Wigram
- 2004 : The Long Firm de Bille Eltringham : Ruby Ryder
- 2006 : Ultra de Helen Shaver : Penny / Ultra

#### Séries télévisées
- 1993 : Spender : Emily Goodman (2 épisodes)
- 1993 : How We Used to Live : Grace Palmer (3 épisodes)
- 1993 : Soldier Soldier : Shenna Bowles (3 épisodes)
- 1996 : Ballykissangel : Jenny Clark (1 épisode)
- 1996 : Band of Gold : Colette (6 épisodes)
- 1997 : Kavanagh : Natasha Jackson (1 épisode)
- 1997 : Les Prédateurs : Steph / l'infirmière (1 épisode)
- 1997 : Gold : Colette (2 épisodes)
- 2008 - 2009 : Terminator : Les Chroniques de Sarah Connor (Terminator: The Sarah Connor Chronicles) : Sarah Connor (31 épisodes)
- 2011 : FBI : Duo très spécial (White Collar) : Sally/The Vulture (saison 3, épisode 7)
- 2011 - 2019 : Game of Thrones : Cersei Lannister (62 épisodes)
- 2018 : Sally4Ever : Lena Headey (1 épisode)

#### Séries d'animation
- 2009 : The Super Hero Squad Show : Black Widow / Mystique (1 épisode)
- 2014 - 2017 : Oncle Grandpa : Tante Grandma (4 épisodes)
- 2015 : Dare Dare Motus : Jeopardy Mouse (8 épisodes)
- 2017 : Chasseurs de trolls : Morgane (13 épisodes)
- 2018-2020: Le Destin des Tortues Ninja : Big Mama (9 épisodes)
- 2019 : Infinity Train : La conductrice / Amelia / La professeur (2 épisodes)
- 2019 : Dark Crystal : Le Temps de la résistance : Maudra Fara (6 épisodes)
- 2020 : Mages et Sorciers : Les Contes d'Arcadia (Wizards: Tales of Arcadia) : Morgane
- 2021 : Les Maîtres de l'univers : Révélation (Masters of the Universe: Revelation) : Evil-Lyn

### Clips
- 2017 : Ill Ray (The King) de Kasabian
- 2019 : You Mean the World to Me de Freya Ridings (réalisation)[27]

## Ludographie
- 2009 : Risen : Patty, Cathy, Jasmin, Lily
- 2012 : Dishonored : Callista Curnow
- 2014 : Game of Thrones: A Telltale Games Series : Cersei Lannister

## Distinctions
Sauf indication contraire ou complémentaire, les informations mentionnées dans cette section proviennent de la base de données IMDb.

### Récompenses
- 2001 : Brussels European Film Festival de la meilleure actrice pour Aberdeen (2000).
- 2014 : Women's Image Network Awards de la meilleure actrice pour Game of Thrones (2011-2019) pour le rôle de Cersei Lannister.
- 2015 : Gold Derby Awards de la meilleure actrice dans un second rôle pour Game of Thrones.
- 2016 : Gold Derby Awards de la meilleure actrice dans un second rôle pour Game of Thrones.
- 2016 : Online Film & Television Association Awards de la meilleure actrice dans un second rôle pour Game of Thrones.
- 2019 : Gold Derby Awards de la meilleure actrice dans un second rôle de la décennie pour Game of Thrones.
- IGN Summer Movie Awards 2019 : Lauréate du Prix IGN People's Choice Awards de la meilleure distribution dans une série télévisée dramatique pour Game of Thrones partagée avec Peter Dinklage, Emilia Clarke, Kit Harington, Sophie Turner, Maisie Williams, Nikolaj Coster-Waldau, Iain Glen, John Bradley, Alfie Allen, Conleth Hill, Liam Cunningham, Gwendoline Christie, Isaac Hempstead-Wright, Rory McCann, Nathalie Emmanuel, Jerome Flynn, Daniel Portman, Jacob Anderson et Kristofer Hivju.
- CinEuphoria Awards (es) 2020 : Lauréate du Prix d'Honneur de la meilleure distribution de l'année dans une série télévisée dramatique pour Game of Thrones partagée avec les scénaristes, auteurs et acteurs.

### Nominations
- Chlotrudis Awards 2003 : Meilleure actrice dans un drame pour Aberdeen.
- 2007 : Golden Schmoes Awards de la meilleure T&A de l'année dans un drame d'aciton pour 300.
- 2007 : MTV Movie & TV Awards de la meilleure révélation dans un drame d'aciton pour 300.
- 2007 : Scream Awards de la meilleure actrice dans un drame d'aciton pour 300.
- 9e cérémonie des Teen Choice Awards 2020 : Meilleure actrice pour 300.
- 34e cérémonie des Saturn Awards 2008 : 
  - Meilleure actrice dans un second rôle pour 300.
  - Meilleure actrice de télévision pour Terminator : Les Chroniques de Sarah Connor.
- 2008 : Scream Awards de la meilleure actrice de télévision pour Terminator : Les Chroniques de Sarah Connor (Terminator: The Sarah Connor Chronicles).
- 2008 : SFX Awards de la meilleure actrice de télévision pour Terminator : Les Chroniques de Sarah Connor.
- 35e cérémonie des Saturn Awards 2009 : Meilleure actrice de télévision pour Terminator : Les Chroniques de Sarah Connor.
- 2009 : Scream Awards de la meilleure actrice de science-fiction pour Terminator : Les Chroniques de Sarah Connor.
- 2011 : Scream Awards de la meilleure actrice de fantastique pour Game of Thrones.
- 2011 : Women's Image Network Awards de la meilleure actrice pour Game of Thrones.
- 2012 : Gold Derby Awards de la meilleure actrice dans un second rôle pour Game of Thrones .
- 2012 : Festival de télévision de Monte-Carlo de la meilleure actrice pour Game of Thrones.
- 38e cérémonie des Saturn Awards 2012 : Meilleure actrice de télévision pour Game of Thrones.
- 18e cérémonie des Screen Actors Guild Awards 2012 : Meilleure distribution pour une série télévisée dramatique pour Game of Thrones (2011-2019) partagée avec les autresz acteurs.
- 2013 : Online Film & Television Association Awards de la meilleure actrice dans un second rôle pour Game of Thrones.
- 2013 : SFX Awards de la meilleure actrice de télévision pour Game of Thrones.
- 2014 : Gold Derby Awards de la meilleure actrice dans un second rôle pour Game of Thrones.
- 2014 : Online Film & Television Association Awards de la meilleure actrice dans un second rôle pour Game of Thrones.
- 66e cérémonie des Primetime Emmy Awards 2014 : Meilleure actrice dans un second rôle dans une série télévisée dramatique pour Game of Thrones.
- 20e cérémonie des Screen Actors Guild Awards 2014 : Meilleure distribution pour une série télévisée dramatique pour Game of Thrones partagée avec Alfie Allen, John Bradley, Oona Chaplin, Gwendoline Christie, Emilia Clarke, Nikolaj Coster-Waldau, Mackenzie Crook, Charles Dance, Joe Dempsie, Peter Dinklage, Natalie Dormer, Nathalie Emmanuel, Michelle Fairley, Jack Gleeson, Iain Glen, Kit Harington, Isaac Hempstead-Wright, Kristofer Hivju, Paul Kaye, Sibel Kekilli, Rose Leslie, Richard Madden, Rory McCann, Michael McElhatton, Ian McElhinney, Philip McGinley, Hannah Murray, Iwan Rheon, Sophie Turner, Carice van Houten et Maisie Williams.
- 2014 : TV Guide Awards de la vilaine préférée pour Game of Thrones.
- 2015 : Online Film & Television Association Awards de la meilleure actrice dans un second rôle pour Game of Thrones.
- 67e cérémonie des Primetime Emmy Awards 2015 : Meilleure actrice dans un second rôle dans une série télévisée dramatique pour Game of Thrones.
- 21e cérémonie des Screen Actors Guild Awards 2015 : Meilleure distribution pour une série télévisée dramatique pour Game of Thrones partagée avec Josef Altin, Jacob Anderson, John Bradley, Dominic Carter, Gwendoline Christie, Emilia Clarke, Nikolaj Coster-Waldau, Ben Crompton, Charles Dance, Peter Dinklage, Natalie Dormer, Nathalie Emmanuel, Iain Glen, Julian Glover, Kit Harington, Conleth Hill, Rory McCann, Ian McElhinney, Pedro Pascal, Daniel Portman, Mark Stanley, Sophie Turner et Maisie Williams.
- 2016 : BloodGuts UK Horror Awards de la meilleure actrice dans un second rôle dans une comédie fantastique pour Orgueil et Préjugés et Zombies.
- 6e cérémonie des Critics' Choice Television Awards 2016 : Meilleure actrice dans un second rôle dans une série télévisée dramatique pour Game of Thrones.
- 68e cérémonie des Primetime Emmy Awards 2016 : Meilleure actrice dans un second rôle dans une série télévisée dramatique pour Game of Thrones.
- 42e cérémonie des Saturn Awards 2016 : Meilleure actrice de télévision dans un second rôle pour Game of Thrones .
- 22e cérémonie des Screen Actors Guild Awards 2016 : Meilleure distribution pour une série télévisée dramatique pour Game of Thrones partagée avec Alfie Allen, Ian Beattie, John Bradley, Gwendoline Christie, Emilia Clarke, Michael Condron, Nikolaj Coster-Waldau, Ben Crompton, Liam Cunningham, Stephen Dillane, Peter Dinklage, Nathalie Emmanuel, Tara Fitzgerald, Jerome Flynn, Brian Fortune, Joel Fry, Aidan Gillen, Iain Glen, Kit Harington, Michiel Huisman, Hannah Murray, Brenock O'Connor, Daniel Portman, Iwan Rheon, Owen Teale, Sophie Turner, Carice van Houten, Maisie Williams et Tom Wlaschiha.
- 43e cérémonie des Golden Globes 2017 : Meilleure actrice dans un second rôle dans une série, une mini-série ou un téléfilm pour Game of Thrones.
- 43e cérémonie des Saturn Awards 2017 : Meilleure actrice de télévision pour Game of Thrones.
- 21e cérémonie des Satellite Awards 2017 : Meilleure actrice dans un second rôle dans une série télévisée pour Game of Thrones.
- 23e cérémonie des Screen Actors Guild Awards 2017 : Meilleure distribution pour une série télévisée dramatique pour Game of Thrones partagée avec les autres acteurs.
- Gold Derby Awards 2018 : 
  - Meilleure actrice dans un second rôle dans une série télévisée dramatique pour Game of Thrones.
  - Meilleure distribution de l'année pour Game of Thrones partagée avec Alfie Allen, Jacob Anderson, Pilou Asbæk, Hafþór Júlíus Björnsson, John Bradley, Jim Broadbent, Gwendoline Christie, Emilia Clarke, Nikolaj Coster-Waldau, Liam Cunningham, Peter Dinklage, Richard Dormer, Nathalie Emmanuel, Jerome Flynn, Aidan Gillen, Iain Glen, Kit Harington, Isaac Hempstead-Wright, Conleth Hill, Kristofer Hivju, Tom Hopper, Anton Lesser, Rory McCann, Staz Nair, Richard Rycroft, Sophie Turner, Rupert Vansittart et Maisie Williams.
- 2018 : Online Film & Television Association Awards de la meilleure actrice dans un second rôle pour Game of Thrones.
- 70e cérémonie des Primetime Emmy Awards 2018 : Meilleure actrice dans un second rôle dans une série télévisée dramatique pour Game of Thrones.
- 44e cérémonie des Saturn Awards 2018 : Meilleure actrice de télévision pour Game of Thrones.
- 24e cérémonie des Screen Actors Guild Awards 2018 : Meilleure distribution pour une série télévisée dramatique pour Game of Thrones partagée avec Alfie Allen, Jacob Anderson, Pilou Asbæk, Hafþór Júlíus Björnsson, John Bradley, Jim Broadbent, Gwendoline Christie, Emilia Clarke, Nikolaj Coster-Waldau, Liam Cunningham, Peter Dinklage, Richard Dormer, Nathalie Emmanuel, Jerome Flynn, Aidan Gillen, Iain Glen, Kit Harington, Isaac Hempstead-Wright, Conleth Hill, Kristofer Hivju, Tom Hopper, Anton Lesser, Rory McCann, Staz Nair, Richard Rycroft, Sophie Turner, Rupert Vansittart et Maisie Williams.
- 2019 : Gold Derby Awards de la meilleure actrice dans un second rôle pour Game of Thrones.
- IGN Summer Movie Awards 2019 : Nomination au Prix IGN Awards de la meilleure distribution pour Game of Thrones (2011-2019) partagée avec Peter Dinklage, Emilia Clarke, Kit Harington, Sophie Turner, Maisie Williams, Nikolaj Coster-Waldau, Iain Glen, John Bradley, Alfie Allen, Conleth Hill, Liam Cunningham, Gwendoline Christie, Isaac Hempstead-Wright, Rory McCann, Nathalie Emmanuel, Jerome Flynn, Daniel Portman, Jacob Anderson et Kristofer Hivju.
- 2019 : Online Film & Television Association Awards de la meilleure actrice dans un second rôlepour Game of Thrones.
- 71e cérémonie des Primetime Emmy Awards 2019 : Meilleure actrice dans un second rôle dans une série télévisée dramatique pour Game of Thrones.
- 45e cérémonie des Saturn Awards 2019 : Meilleure actrice de télévision dans un second rôle pour Game of Thrones.
- 2019 : Women Film Critics Circle Awards du meilleur couple à l'écran pour Une famille sur le ring partagée avec Nick Frost.
- 73e cérémonie des British Academy Film Awards 2020 : Meilleur court métrage pour The Trap partagée avec Anthony Fitzgerald.
- 26e cérémonie des Screen Actors Guild Awards 2020 : Meilleure distribution pour une série télévisée dramatique pour Game of Thrones (2011-2019) partagée avec les autres acteurs.

## Voix francophones
En France, Rafaèle Moutier est la première voix de Lena Headey la doublant, entre 1994 et 2014, tour à tour dans Le Livre de la jungle, 300, Dredd, The Mortal Instruments : La Cité des ténèbres ou encore Low Down.
Par la suite, Laurence Bréheret, qui est choisie en 2011 pour la doubler dans Game of Thrones, devient sa nouvelle voix régulière, la retrouvant successivement dans Les Aventures extraordinaires d'un apprenti détective, Sex Addiction, Twist et récemment dans White House Plumbers.
En parallèle, Maia Baran la double à deux occasions, dans Baron Rouge et Une famille sur le ring. À titre exceptionnel, Nathalie Régnier lui prête sa voix dans Merlin, Laurence Charpentier dans If Only..., Véronique Volta dans Les Frères Grimm, Anne Rondeleux dans The Contractor, Sylvie Jacob dans The Broken, Marjorie Frantz dans Terminator : Les Chroniques de Sarah Connor et Julie Dumas dans American Nightmare.
Au Québec, Anne Bédard est la voix québécoise régulière de l'actrice. Isabelle Cyr est sa voix dans Le Livre de la jungle, Christine Bellier dans Commérages et Camille Cyr-Desmarais dans La Purge.
Versions françaises
- Rafaèle Moutier dans Le Livre de la jungle, films 300, FBI : Duo très spécial, Dredd, The Mortal Instruments : La Cité des ténèbres, Low Down[28]
- Laurence Bréheret[28] dans Game of Thrones, Les Aventures extraordinaires d'un apprenti détective, Sex Addiction, Bloody Milkshake[28]

Versions québécoises
- Anne Bédard[29] dans Ripley s'amuse, Les Frères Grimm, films 300, École pour filles, Le pouls de la vengeance, Dred, La Cité des ténèbres : La Coupe Mortelle, Orgueil et Préjugés et Zombies